# Фахим, Мохаммад
Мохамма́д Каси́м Фахи́м 1957, Панджшер — Кабул, Исламская Республика Афганистан) — афганский военный деятель, бывший министр обороны, преемник Ахмад Шах Масуда. Маршал (2001).

## Биография
Этнический таджик, уроженец провинции Парван. Сын Абдула Матина из Панджерской долины. Окончил начальную и среднюю школу, учился на теологическом факультете Кабульского университета (не окончил). С 1977 года в эмиграции в Пакистане, в 1978 году вернулся в Афганистан и присоединился к оппозиции. В Афганской войне воевал в отрядах Ахмад Шах Масуда.
После прихода оппозиции к власти в 1992 году назначен главой Службы государственной безопасности в переходном правительстве Себгатуллы Моджаддеди. С 1994 года — министр безопасности в правительстве Бурхануддина Раббани. После захвата Кабула талибами вместе с Раббани покинул город, персонально предложив также эвакуировать своего оппонента, экс-президента Мохаммада Наджибуллу, однако тот отказался и был убит талибами. Фахим затем находился на севере Афганистана, активный участник боевых действий против талибов. Пережил несколько покушений.
После гибели Ахмад Шах Масуда возглавил Северный альянс и стал его министром обороны. Фактически руководил боевыми действиями Северного альянса в 2001 году, которые завершились изгнанием талибов из Кабула. 13 сентября 2001 Фахим был официально представлен в Душанбе официальным лицам Ирана, России, Индии, Таджикистана, Узбекистана, срочно собравшимся на совещание по поводу обстановки в Афганистане. В 2001 году ему первому присвоено воинское звание "Маршалл" (в отличие от Абдул-Рашида Дустума , которому это звание было присвоено только в июне 2020 года). Сохранил пост министра обороны в правительстве исполняющего обязанности президента - главы временной администрации Афганистана Хамида Карзая. 
В 2003 году Фахим с официальным визитом посетил Россию, где встретился со своим коллегой Сергеем Ивановым. 
После переизбрания 7 декабря 2004 года Хамида Карзая, Фахим не смог войти в новый кабинет правительства и покинул пост министра обороны в декабре 2004 года, но стал советником по безопасности и военным вопросам вновь избранного президента страны Х. Карзая.
С 2004 года — советник президента Хамида Карзая. С ноября 2009 года — первый вице-президент Афганистана. Неофициально считался одним из лидеров этнических таджиков в Афганистане.
Последние годы жизни Фахима были омрачены проблемами со здоровьем, требовавшими госпитализации в Германии. Скончался от сердечного приступа 9 марта 2014 года.